# Dube Phiri
Dube Phiri (sinh ngày 16 tháng 1 năm 1983) là một cầu thủ bóng đá người Zambia, hiện tại thi đấu cho Red Arrows F.C..

## Sự nghiệp
Anh thi đấu cho câu lạc bộ Angola Primeiro de Agosto, sau khi gia nhập năm 2007 từ Clube Desportivo da Huíla. Anh thi đấu cho Red Arrows F.C. trước đó.

## Sự nghiệp quốc tế
Anh từng là một phần của đội hình Zambia tại Cúp bóng đá châu Phi 2008.